# Francis Campaner
Francis Campaner, né le 1er février 1946 à Saint-Germain-de-la-Rivière, est un coureur cycliste français, professionnel de 1967 à 1979. Il a notamment remporté une étape du Tour de France 1974,.

## Palmarès

### Palmarès amateur
- 1964
  - Tour du Blayais

- 1966
  -  Champion de France sur route amateurs juniors
  - Champion d'Aquitaine sur route
  - Champion d'Aquitaine des sociétés
  - Tour du Blayais  :
    - Classement général
    - Une étape

  - Une étape du Tour de la Bidassoa

### Palmarès professionnel
- 1967
  - Grand Prix de Fréjus
  - 2e du Grand Prix de Monaco
  - 2e de Bordeaux-Saintes
  - 2e du Circuit de la Vienne

- 1968
  - Circuit de la Vienne
  - 2e du Grand Prix de Fréjus

- 1969
  - Grand Prix du Petit Varois
  - 3e du Grand Prix de Montauroux

- 1970
  - 3e du Grand Prix du Petit Varois

- 1971
  - 2e du Tour du Condroz

- 1972
  - 3ea étape de l'Étoile des Espoirs

- 1973
  - 3e du Grand Prix de Menton

- 1974
  - 19ea étape du Tour de France

- 1975
  - Tour du Limousin :
    - Classement général
    - 1re étape

- 1976
  - Prologue du Critérium du Dauphiné libéré (contre-la-montre par équipes)
  - 3e  de la Route nivernaise

- 1977
  - 2e étape du Tour du Limousin

- 1978
  - 4eb étape du Tour du Vaucluse
  - 3e étape du Tour de Romandie

## Résultats dans les grands tours

### Tour de France
3 participations
- 1973 : 73e
- 1974 : 39e, vainqueur de la 19ea étape
- 1975 : 49e

### Tour d'Espagne
2 participations
- 1967 : abandon (3e étape)
- 1972 : abandon (16e étape)